# 駐外特工
駐外特工指的是一個長時間在特定外國經營的間諜。一個駐外特工在特定外國經營、可以用來保持聯絡的基地被稱為聯絡站，在英文裡被稱為「station」，俄文的說法則稱為「rezident」。聯絡站的間諜頭子被稱為「站長」，在美國稱之為「station chief」，俄文說法則為「rezidentura」。